# Александър Хлеб
Александър Паулавич Хлеб е беларуски футболист, играещ като атакуващ полузащитник в БАТЕ Борисов и в националния отбор на Беларус. Брат му, Вячеслав също е футболист.

## Кариера
Започва кариерата си в юношеските формации на Динамо (Минск), но на 17 години подписва с БАТЕ Борисов, като е част от звездния състав на „трактористите“, станал шампион през 1999. През 2000, заедно с брат си Вячеслав подписват с Щутгарт, но само Александър успява да стигне в първия тим. През сезон 2002/03 става вицешампион на Германия. През юни 2005 е привлечен от Арсенал за 15 млн. евро. Там той играе като дясно крило, измествайки Фреди Люнгберг от стартовия състав. Също така е използван и като атакуващ халф или втори нападател. В 2006 става първият беларусин, играл във финал на шампионската лига. От 2008 играе за Барселона, но там записва само 19 мача и то предимно като резерва. През 2009 се връща в Щутгарт под наем, но е далеч от най-добрата си форма. След това изкарва периоди в Бирмингам Сити и Волфсбург. От февруари 2012 е играч на Криля Советов (Самара). За самарци изиграва 8 мача. В края на юли 2012 се завръща в БАТЕ.

## Успехи
С ФК БАТЕ
- Беларуска Премиер Лига – 1998/99

С Щутгарт
- Бундеслига – второ място 2002/03

С Арсенал
- Шампионска лига – второ място 2006
- Купа на лигата – второ място 2007
- Емирейтс къп – 2007
- Турнир Амстердам – 2007

Индивидуални
- Беларуски футболист на годината – 2002, 2004, 2005, 2006
- Първи беларуски футболист играл на финала на Шампионска лига – 2006